# Rubus lividus
Rubus lividus är en rosväxtart som beskrevs av Gottlieb Braun och Wilhelm Olbers Focke. Rubus lividus ingår i släktet rubusar, och familjen rosväxter. Inga underarter finns listade i Catalogue of Life.